# Jaume Matas
Jaume Matas i Palou (ur. 5 października 1956 w Palma de Mallorca) – hiszpański polityk, działacz Partii Ludowej, w latach 1996–1999 i 2003–2007 prezydent Balearów, od 2000 do 2003 minister środowiska.

## Życiorys
Ukończył studia z ekonomii i zarządzania przedsiębiorstwem na Universidad de Valencia. Podjął następnie pracę w administracji regionalnej. Zaangażował się w działalność polityczną w ramach Partii Ludowej. W 1989 objął stanowisko dyrektora generalnego do spraw budżetu. Był posłem do regionalnego parlamentu, a w latach 1993–1996 ministrem w rządzie Balearów, odpowiadając za gospodarkę i finanse.
W czerwcu 1996 został nowym prezydentem Balearów, urząd ten sprawował do lipca 1999. Zwycięska wówczas Partia Ludowa nie była bowiem w stanie stworzyć większościowej koalicji. Jaume Matas w tym samym roku stanął na czele regionalnych struktur swojego ugrupowania. W kwietniu 2000 dołączył do drugiego rządu José Maríi Aznara, obejmując stanowisko ministra środowiska. Odszedł z gabinetu w 2003, aby poprowadzić kampanię ludowców na Balearach. Po wyborczym zwycięstwie w czerwcu 2003 ponownie został prezydentem wspólnoty autonomicznej. Funkcję tę pełnił do końca czteroletniej kadencji, tj. do lipca 2007.
W 2012 został skazany za defraudację na karę 6 lat pozbawienia wolności. W wyniku postępowania odwoławczego w 2013 karę tę obniżono do 9 miesięcy.